# Hall Elisias
Hall Elisias (Valley Stream, Nueva York), es un baloncestista estadounidense con nacionalidad haitiana que pertenece a la plantilla de Horsens IC de la Basket Ligaen. Con 2,03 metros de estatura, juega en la posición de alero.

## Trayectoria deportiva
Es un alero formado en la Valley Stream South High School de su ciudad natal, antes de ingresar en 2016 en la Universidad de Long Island, situado en Brookville (Nueva York), en el que permaneció durante tres temporadas pero solo disputó la NCAA con los LIU Post Pioneers en la primera temporada.
En la temporada 2019-20, se enrola en laUniversidad Bryant, situada en North Smithfield, Rhode Island, donde jugaría durante 
tres temporadas la NCAA con los Bryant Bulldogs, desde 2019 a 2022.
Tras no ser drafteado en 2022, firma por el Oberwart Gunners de la Admiral Basketball Bundesliga.
El 4 de agosto de 2023, firma por el Oviedo Club Baloncesto de la Liga LEB Oro.
El 8 de agosto de 2024, firma por el Horsens IC de la Basket Ligaen.